# BBC Radio 1

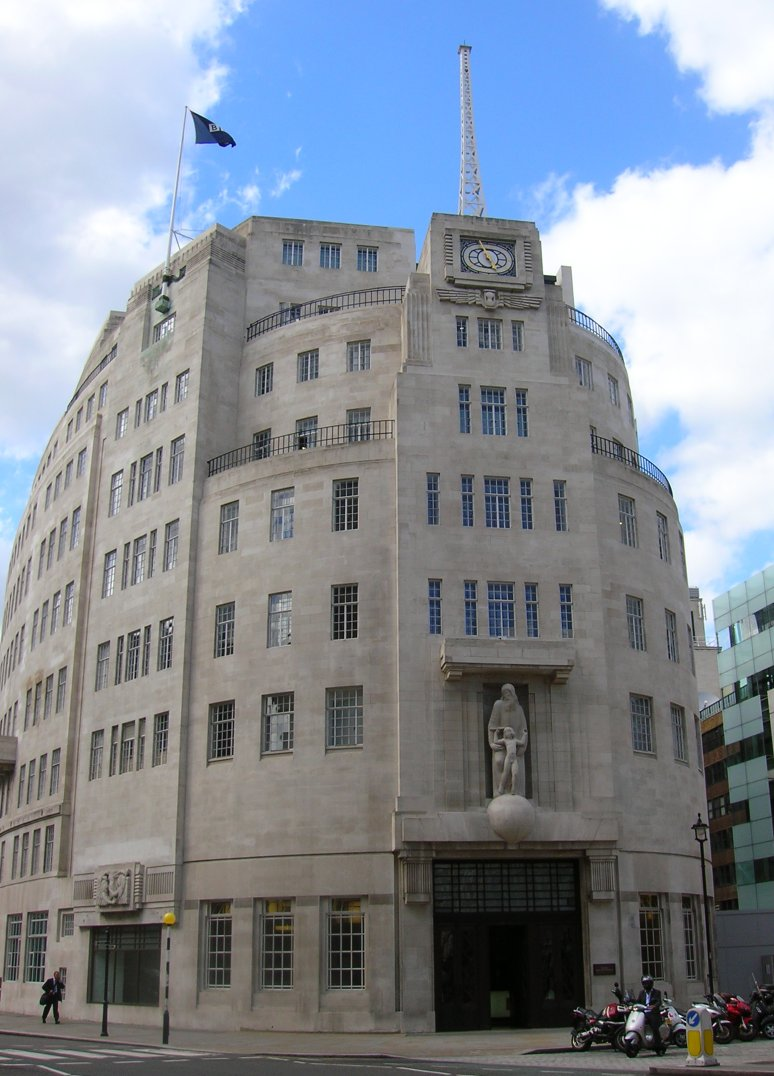
BBC:s Broadcasting House, basen för radiokanalerna, vid Portland Place, nära Oxford Circus i Inre London.

BBC Radio 1 är en brittisk nationell radiostation som är en del av public service-bolaget BBC. Stationen riktar sig mot en yngre målgrupp och kan närmast jämföras med Sveriges Radio P3 även om utbudet på många sätt skiljer sig. Kanalen sänder via FM, DAB, digital satellit-tv samt det digitala marknätet i Storbritannien. Samtliga sändningar kan höras live eller i efterhand via BBC i Player på stationens hemsida.

## Historik
Radio 1 lanserades kl 7.00 den 30 september 1967 som en direkt respons på den popularitet som kommersiella stationer som Radio Caroline hade fått i landet.

## Utbud
Dagtid är det musikaliska utbudet på Radio 1 mainstream och kvällstid förändras utbudet och blir mer inriktat på modern dansmusik, hiphop och elektroniskt . Musiken på kanalen är framförallt baserad på modernare musikstilar, men även liveframträdanden och intervjuer förekommer frekvent. Stationens målgrupp är i första hand 15-29-åringar som annars skulle välja att lyssna på privata kommersiella stationer.

## Rundturer och inspelningar med publik
BBC erbjuder mot en biljettkostnad guidade rundturer på de flesta av sina mediahus runt omkring i Storbritannien. I London går det att få guidade turer i både Broadcasting House på Portland Place / Regent Street vid Oxford Circus, där radiokanalerna (Radio 1 ligger i huset bredvid) har sin bas samt i Television Centre i White City, västra London, där många av tv-programmen produceras och spelas upp. Här finns nyhetsredaktionerna som ligger bakom både BBC:s inhemska nyhetssändningar i BBC One och den internationella kommersiella nyhetskanalen BBC World News. Det går även att få biljetter till många av BBC:s tv-produktioner med publik som i de flesta av fallen är gratis. Det ska dock poängteras att trycket på biljetterna i många fall kan vara mycket stort och att biljetterna till de allra största programmen kan vara svåra att komma åt. BBC Shows and Tours